# 陳晉臣
陳晉臣（臺灣話：Tân Chìn-sîn；1861年12月28日—1924年），台湾企業家，生于高雄市。

## 生平
陳晉臣1861年12月28日生於苓雅寮，曾遊歷港澳及日本各地，最早任職於安平稅關，後來收買各地舊式糖廍，經營改良糖廍。
日治初期，新式製糖場逐漸取代了舊式糖廍，在總督府糖業獎勵政策下，許多台灣業主投資成立了小型製糖場，但因資金不足，營運結果不如預期而紛紛被兼併，因此規模小資本低的改良糖廍就成為台灣業主的另一個選擇，也是舊式糖廍發展至新式製糖場前的過渡階段。1903年4月10日與陳中和、陳升冠、陳文遠、周鳴球、孫明輝集資24萬圓，在大寮創設「新興製糖株式會社」，後兼任經理，與陳中和被稱作「猶魚之有水，彼我相益。」1904年陳晉臣在鳳山廳大竹里籬仔內庄成立了振祥製糖所，是台灣最早的改良糖廍主之一。1909年擔任倍尹製糖會社支配人。
1914年，陳晉臣獲授配台灣總督府紳章。1920年和陳光燦、潘致祥、葉宗祺、陳啟貞擔任官派高雄街第一屆協議員。1922年和潘致祥、陳振發、陳冠雄等擔任官派高雄街第二屆協議員。另外曾任苓雅藔第一保保正、日本赤十字社特別社員。1924年去世，1944年遷葬於覆鼎金公墓。

## 引用資料
1. ↑  張守真. . 2011年.
2. ↑  張忠正. . 2015年.
3. ↑  鷹取田一郎. . 1916年.